# Мавзолей Мухаммада Башоро
Мавзолей Мухаммада Башоро — в живописной горной деревне Мазори Шариф (Таджикистан), стоит мавзолей Мухаммада Башоро, знаменитого ученого и знатока хадисов, в которых подробно описываются деяния и высказывания пророка Мухаммада и его сподвижников.
Изначально здание было построено без портала, который был добавлен в XIV веке. Он особенно красив, имеет изящные и благородные пропорции и украшен искусно вырезанной терракотой уникальной красоты и сложности. Портал выполнен в двухцветном дизайне: розовые терракотовые узоры обрамлены двойной рамкой из бирюзового глазурованного кирпича. Надпись на портале содержит точную дату — 743 год по хиджре, что соответствует 1342—1343 гг. н. э.
В центре здания находится просторный купольный зал, с двух сторон обрамленный рядом сводчатых помещений. Главный фасад мавзолея обращен к горной реке, и единственная дорога ведет к нему именно с этой стороны.
В центре зала стоит глиняный михраб, украшенный изящными орнаментальными и каллиграфическими надписями. Наличие михраба — (ниша в стене мечети, указывающая направление на Каабу — главную святыню ислама), — говорит о том, что здание, возможно, изначально не было мавзолеем, а скорее мечетью. Это ставит под сомнение истинное назначение сооружения. Кроме того, мавзолей Мухаммада Башоро хранит еще одну тайну: до сих пор окончательно не доказано, действительно ли здесь покоится прах этого религиозного деятеля.